# Молтен
Молтен е японско предприятие от град Хирошима, специализирано в производството на спортно оборудване и автомобилни части.
Компанията е известна в Европа предимно с висококачествените топки за баскетбол, футбол, волейбол и хандбал, с които се провеждат много игри и състезания. Наричат Молтен и Сполдинг „двата големи“ в производсвото на баскетболни топки. Компанията е официален доставчик на топки за ФИБА по целия свят, включително за Евролигата), и много местни първенства по света, като се изключи Северна Америка. От известно време Молтен се опитва да наложи нов дизайн за баскетболните топки – с 12, вместо с 8 полета.